# St Peter's College (Auckland)

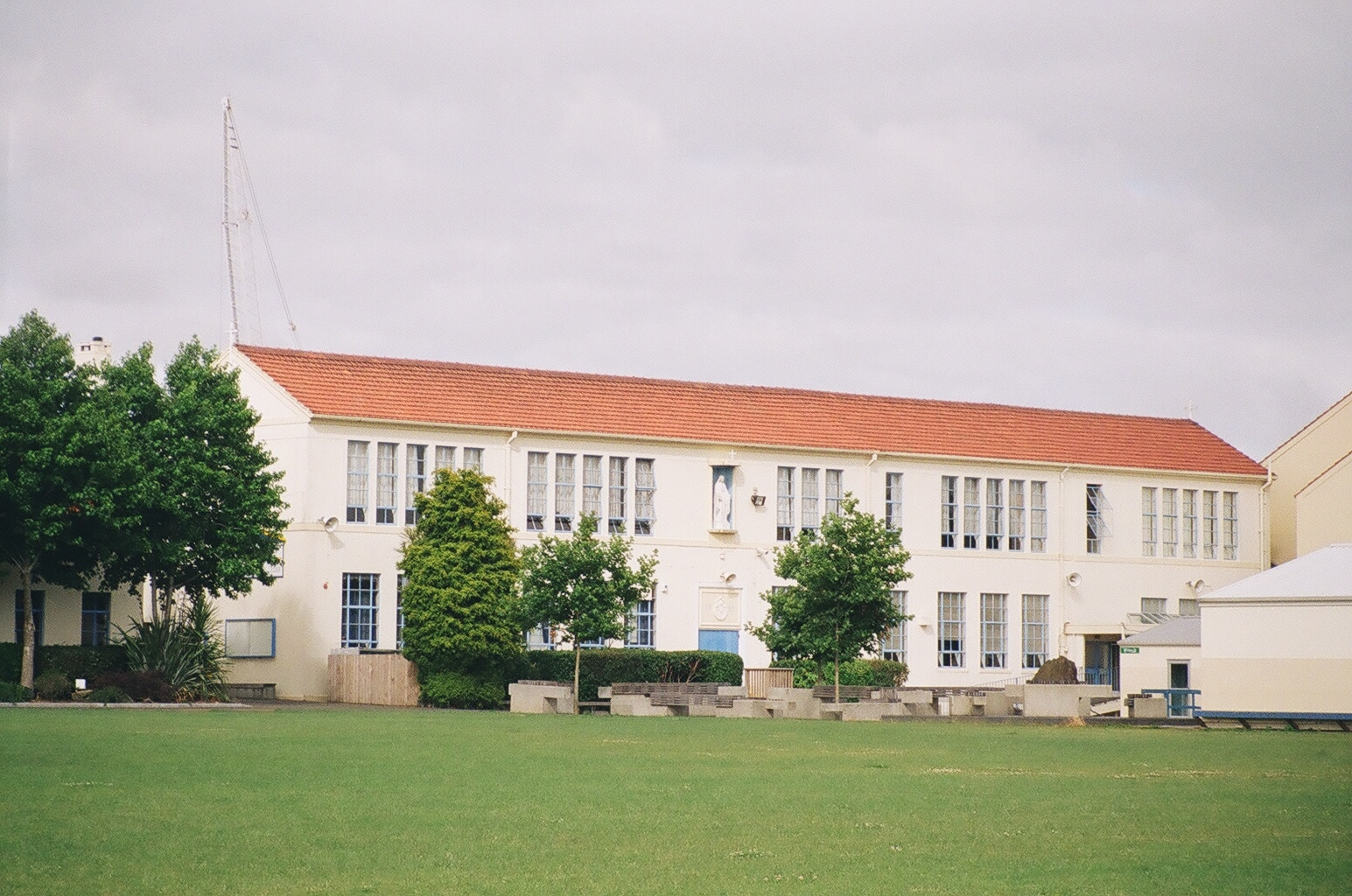
St. Peter's College

St Peter's College, em Auckland, é uma escola secundária católica para meninos na região central de Auckland, Nova Zelândia. É a maior escola secundária católica na Nova Zelândia. Foi fundada em 1939 pelos Irmãos Cristãos, mas desde 2008 todos os funcionários são leigos. A escola tem uma quantidade máxima de 1200 estudantes de várias etnias. Academicamente, a escola oferece aos estudantes dos últimos anos tanto o sistema de avaliação do NCEA - National Certificate of Educational Achievement (Certificado Nacional de Aproveitamento Educacional) quanto o do CIE - Cambridge International Examinations (Exames Internacionais de Cambridge).
Lema: Amar e Servir (Amare et Servire)
Tipo: Secundária Masculina Católica Integrada (5ª série do ensino fundamental – 3º. ano do ensino médio)
Ano de Fundação: 1939
Endereço: 23 Mountain Rd, Epsom, Auckland 3 Telefone: +64 9 524 8108 Fax: +64 9 524 9459
Email: admin@st-peters.school.nz
Diretor: James Bentley
Alunos matriculados: 1345 (2018)
Índice de qualificação socioeconômica: decile 8 (10 é o mais alto)

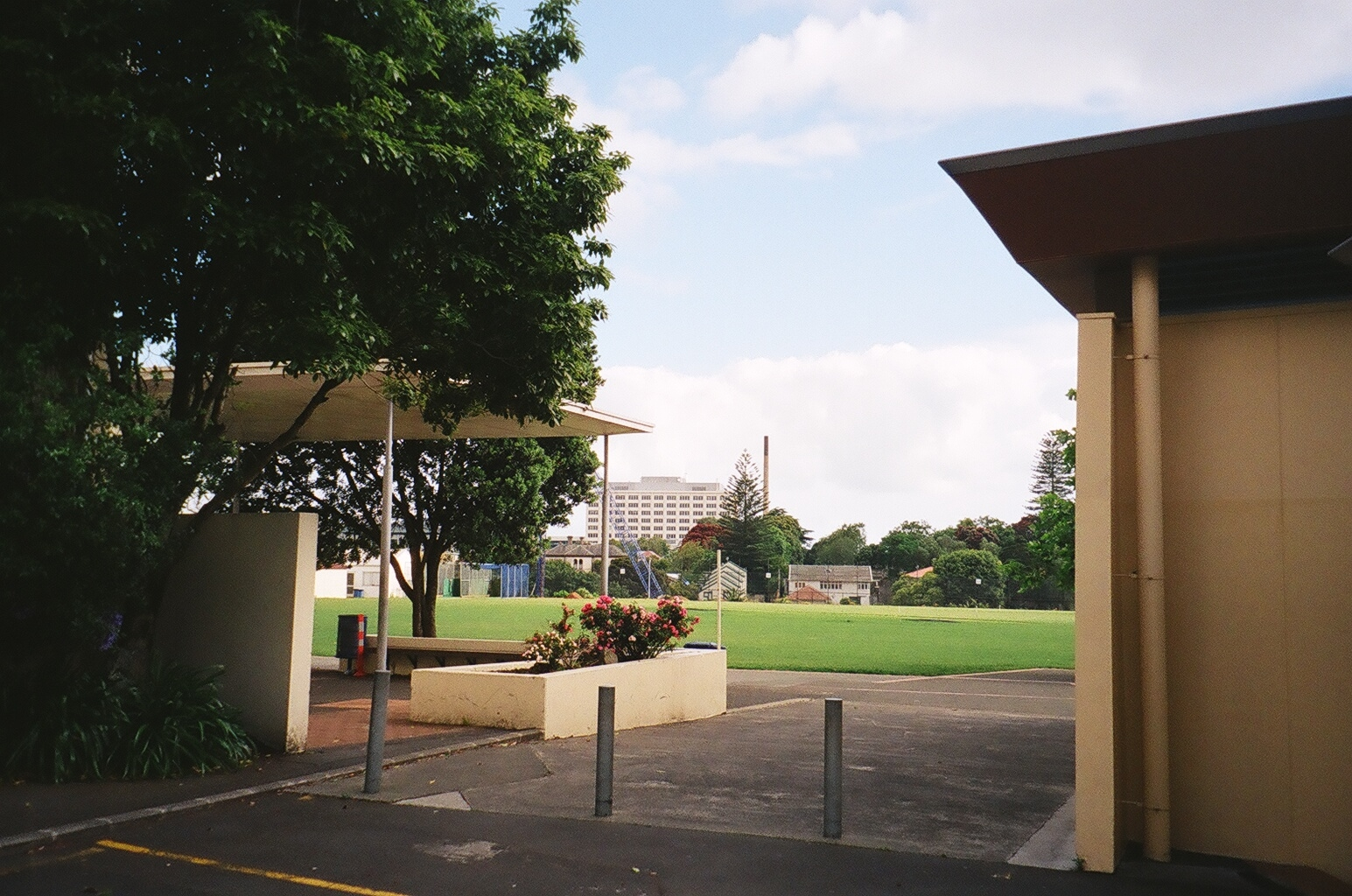
St Peter's College cricket field (St Peter's Oval) and Outhwaite Park

## Alguns ex-alunos notáveis[2]
- Bispo Dennis George Browne (nascido em 1937), décimo Bispo Católico de Auckland (1983–1994) e segundo Bispo Católico de Hamilton (1994–presente).
- Honorável Christopher Joseph Carter (nascido em 1952): Ministro.
- Simon Dallow (nascido em 1964), Apresentador de televisão da Nova Zelândia e advogado
- Major-General Martyn Dunne (nascido em 1950), Comandante da New Zealand Joint Forces [Forças Militares Conjuntas da Nova Zelândia], na New Zealand Defence Force [Força de Defesa da Nova Zelândia] (2001–2004).
- Sir Michael Fay (nascido em 1949), banqueiro comercial da Nova Zelândia, presidente de campanha de 3 competições neozelandesas da America's Cup em 1987, 1988 e 1992.
- Sam Hunt (nascido em 1946), poeta.
- Bernard Joseph McCahill (nascido em 1962), jogador de rúgbi do All Blacks nas posições primeiro e segundo centro (1987–1991).

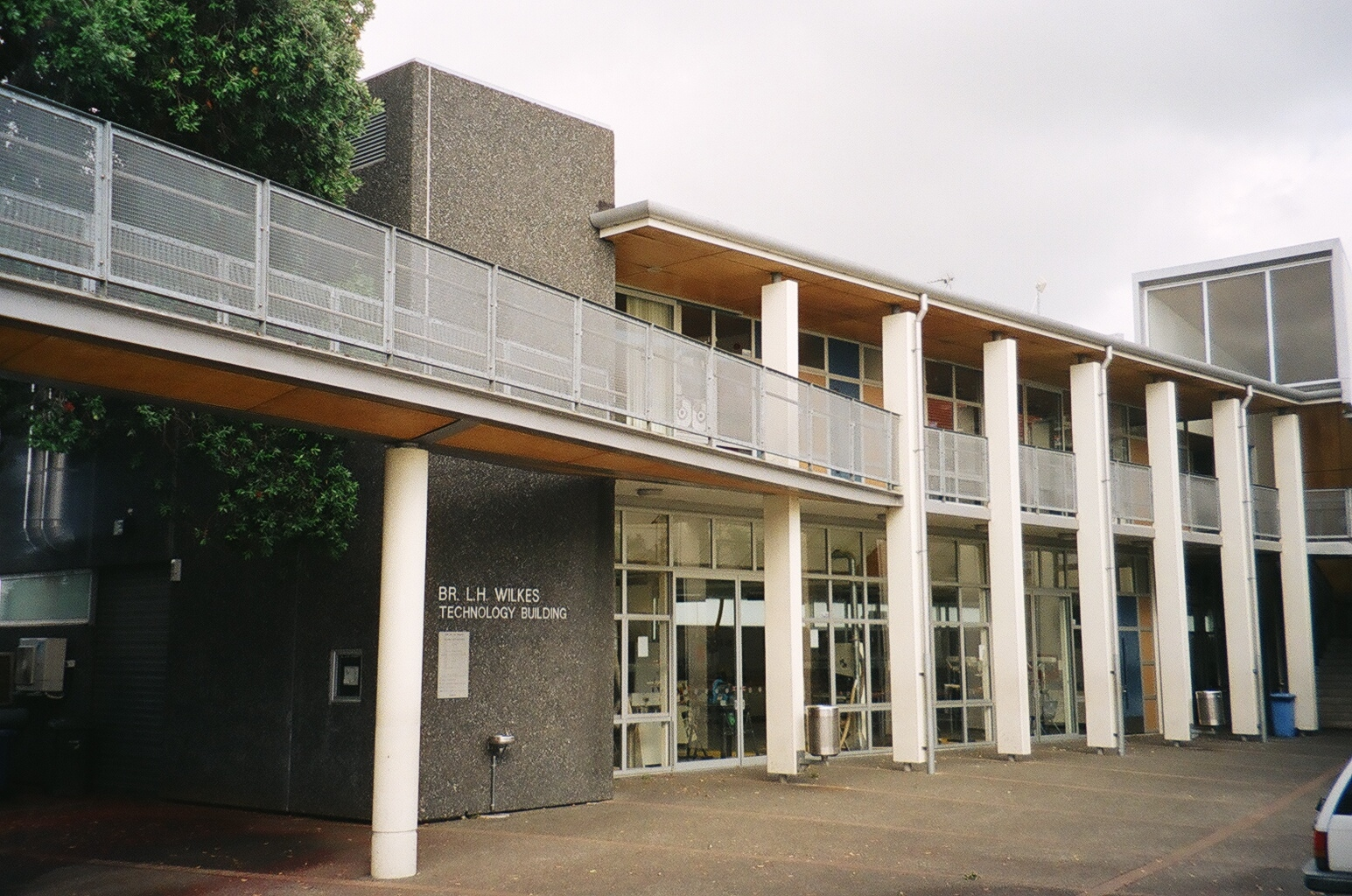
St Peter's College, Bro Wilkes Technology Building

## Website oficial
www.st-peters.school.nz